# Camionero Grande
Camionero Grande (Big Driver) es una novela corta de Stephen King, publicada en su colección Todo oscuro, sin estrellas (2010). Un extracto fue publicado en la edición del 12 de noviembre de 2010 de Entertainment Weekly.

## Argumento
Tess es una exitosa escritora de misterio que se presenta en una charla en una biblioteca de Chicopee, Massachusetts. Luego del evento, Ramona Norville, una bibliotecaria que había invitado a Tess al evento, le dice que evite la Interestatal 84. En cambio, le da a Tess la dirección a Stagg Road, un atajo presuntamente más seguro para llegar al hogar de la escritora, en Connecticut. Sin embargo, cuando Tess toma el atajo, su Ford Expedition pasa sobre fragmentos de madera con clavos que se encontraban dispersos en el camino, pinchando uno de sus neumáticos. El incidente ocurre en una gasolinera Esso abandonada.
Poco después, un hombre enorme conduciendo una furgoneta se ofrece a asistir a Tess. No obstante, Tess se da cuenta de que el conductor fue quien colocó los fragmentos de madera. Él la noquea, procediendo luego a violarla y golpearla violentamente antes de estrangularla hasta dejarla inconsciente. Ella luego se despierta y finge estar muerta mientras él se deshace de su cuerpo y se aleja conduciendo. Luego de que el hombre se va, Tess escapa, pero observa otras varias mujeres asesinadas, víctimas de la misma persona. Tess camina para buscar ayuda pero mientras continúa su recorrido, se da cuenta de que el ataque creará un escándalo, de que será acosada por la prensa, con la gente comentando que "ella se lo buscó" o que "lo disfrutó", con su nombre como autora arruinada. Decide que no podrá soportar eso, y en su lugar se va a casa sin decirle nada a nadie.
Más tarde, utiliza las habilidades detectivescas que adquirió al escribir sus novelas para encontrar al violador, quien resulta ser "Camionero Chico", el hermano de "Camionero Grande", y asesinarlo. También acaba con sus dos cómplices, su hermano ("Camionero Grande") y su madre, la bibliotecaria Ramona Norville. Tess acepta sus pecados y se dirige a casa.